# 小林市立須木中学校
小林市立須木中学校（こばやししりつ すきちゅうがっこう）は、宮崎県小林市須木中原にある公立中学校。

## 沿革
- 1947年（昭和22年） - 須木村立須木中学校創立。
  - 綾北分校、綾南分校、内山分校開校。
- 1948年（昭和23年） - 堂屋敷分校開校。
- 1958年（昭和33年） - 校旗制定。
- 1959年（昭和34年） - 校歌制定。
- 1961年（昭和36年） - 内山分校が内山中学校として独立。
- 1964年（昭和39年） - 鉄筋校舎落成。
- 1966年（昭和41年） - 綾北分校、堂屋敷分校、綾南分校閉校。
- 1969年（昭和44年） - 体育館落成。
- 1974年（昭和49年） - 寄宿舎廃止。
- 2006年（平成18年）3月20日 - 小林市（旧）との合併に伴い小林市立須木中学校に改称。
  - 学校の花(ひまわり)、学校の木(桜)制定。

## 概要
- へき地教育振興法による特別地域校に認定されている。

## 通学区域
- 須木小学校通学区域

## 交通
- 小林市コミュニティバス上九瀬線 「須木庁舎前」バス停下車。

## 生徒会活動・部活動など

### 部活動
- ソフトテニス部
- 剣道部